# クラシック・ロック
クラシック・ロック (Classic Rock) は、「古典的なロック」ないし「ロックの古典」、あるいは「ロックの歴史の古典期を象徴する ... ロックの世界の「クラシック」」を指す表現。明確な定義はなく、対象とされる年代についても1950年代から1980年代にかけて、1960年代から1970年代にかけて、1970年代から1980年代にかけて、1960年代後半などと様々な捉え方がある。
より新しい時代の音楽についても、スタイル、趣向を表現する言葉として「クラシック・ロック」を用いる場合がある。
アメリカ合衆国では、ラジオ・フォーマットの一つとして、もっぱらクラシック・ロックを放送するものを「クラシック・ロック (classic rock)」と称し、1960年代半ばから1990年代後半までの音楽が取り上げられているが、特に焦点が当てられているのは、1970年代に人気を博し、商業的成功を収めたハードロックである。